# Simen Myhre
Simen Myhre (* 15. August 1998) ist ein norwegischer Skilangläufer.

## Werdegang
Myhre, der für den IL Heming startet, nahm bis 2018 an Juniorenrennen teil. Seine ersten Rennen im Scandinavian-Cup lief er im Januar 2020 in Nes, die er auf dem 34. Platz über 15 km klassisch sowie auf den 29. Rang im Sprint beendete. In der Saison 2021/22 holte er im Sprint in Akureyri seinen ersten Sieg im Scandinavian-Cup und errang damit den 11. Platz in der Gesamtwertung. Sein Debüt im Weltcup hatte er im März 2022 in Drammen, wo er mit dem 22. Platz im Sprint seine ersten Weltcuppunkte holte. Auch beim folgenden Weltcup in Falun erreichte er mit Platz 16 im Sprint die Punkteränge. Nach Platz fünf im Sprint beim FIS-Rennen in Gålå zu Beginn der Saison 2022/23, errang er im Sprint in Lillehammer den 13. Platz im Sprint.

## Siege bei Continental-Cup-Rennen
| Nr. | Datum         | Ort      | Disziplin       | Serie            |
| --- | ------------- | -------- | --------------- | ---------------- |
| 1.  | 19. März 2022 | Akureyri | Sprint Freistil | Scandinavian Cup |